# Кшикоси (Мазовецьке воєводство)
Кшикоси (пол. Krzykosy) — село в Польщі, у гміні Бульково Плоцького повіту Мазовецького воєводства.
Населення — 226 осіб (2011).
У 1975-1998 роках село належало до Плоцького воєводства.

## Демографія
Демографічна структура станом на 31 березня 2011 року:
|          | Загалом | Допрацездатний вік | Працездатний вік | Постпрацездатний вік |
| -------- | ------- | ------------------ | ---------------- | -------------------- |
| Чоловіки | 118     | 29                 | 75               | 14                   |
| Жінки    | 108     | 26                 | 55               | 27                   |
| Разом    | 226     | 55                 | 130              | 41                   |